# Juli Torres Monsó
Juli Torres Monsó   (Girona, 1925 - Girona, 1999) va ser un fotògraf català.

## Biografia
Va néixer a Girona l'any 1925. La seva relació amb la fotografia començà ben aviat, quan a l'edat de 15 anys el seu pare li va regalar la seva primera càmera, una Kodak amb manxa i rodet de 8 fotos que va compartir amb el seu germà Francesc Torres Monsó.
No obstant, a diferència del seu germà, Juli va haver d'abandonar la seva vocació artística per guanyar-se la vida, i va treballar com a mecànic ajustador al taller de Can Sarassa. Durant molts anys va ser un fotògraf amateur, fins que es va poder establir professionalment a la dècada dels 60.
L'any 1951 es va casar amb Concepció Tor Barris, amb qui més endavant formaria parella professional. L'any 1967 el matrimoni va obrir un establiment de fotografia amb el nom Foto Cine Juli Torres, al carrer Abeuradors, número 1, de Girona, molt a prop de la plaça del Vi. La botiga, dedicada gairebé en exclusiva a la fotografia de galeria i al revelat, va romandre oberta fins al 1994, any en què va tancar definitivament per jubilació dels seus propietaris.
Juli Torres va tenir una vida associativa intensa: fou president de la secció de Girona de la Unió Excursionista de Catalunya (UEC), va formar part de la primera junta de l'Agrupació Sardanista de Girona, nascuda l'any 1955 i va ser membre de l'Agrupació Fotogràfica i Cinematogràfica de Girona, l'AFIC, entitat amb la qual va participar en diferents concursos i va arribar a guanyar premis com a amateur. També va fer de membre del jurat en alguns dels premis que l'AFIC organitzava.
Va morir a Girona el 31 de juliol de 1999.

## Fons fotogràfic
El fons fotogràfic, format pel seu treball i el de la seva dona, es conserva al Centre de Recerca i Difusió de la Imatge (CRDI) des de l'any 2005. Està format per més de 12.000 fotografies, entre les quals destaquen els reportatges que de forma continuada va fer de l'Exposició Girona Temps de Flors, així com les fotografies de gran format amb una vocació més artística.

## Articles de premsa
- L'ànima de Foto Cine Juli Torres. Diari de Girona, 03/03/2020.
- Neu, pluja, militars, barraques. El Punt Avui, 02/03/2020.